# Lukovica (biljke)
U botanici, lukovica je strukturno kratka stabljika s mesnatim listovima ili bazama listova koji služe kao organi za skladištenje hrane tijekom mirovanja. (U vrtlarstvu se biljke s drugim vrstama organa za skladištenje također nazivaju " ukrasne lukovičaste biljke " ili samo "lukovice".)

## Opis
Osnove listova lukovice, također poznate kao ljuske, općenito ne podupiru lišće, ali sadrže rezerve hrane kako bi biljka preživjela nepovoljne uvjete. U središtu lukovice nalazi se vegetativna točka rasta ili nerašireni cvjetni izdanak. Baza je formirana reduciranom stabljikom, a rast biljke odvija se iz ove bazalne ploče. S donje strane baze izbija korijenje, a s gornje nove stabljike i listovi. Tunikatne lukovice imaju suhe, opnaste vanjske ljuske koje štite kontinuiranu laminu mesnatih ljuski. Sve vrste iz rodova Allium, Hippeastrum, Narcissus i Tulipa imaju lukovice s plaštem. Lukovice bez plašta, kao što su vrste Lilium i Fritillaria, nemaju zaštitnu tuniku i imaju labavije ljuske.
Lukovičaste biljke prolaze kroz vegetativne i reproduktivne faze rasta; lukovica naraste do veličine cvatnje tijekom vegetativne faze, a biljka cvjeta tijekom reproduktivne faze. Određeni uvjeti okoline potrebni su za pokretanje prijelaza iz jedne faze u drugu, kao što je prijelaz iz hladne zime u proljeće. Nakon završetka razdoblja cvatnje, biljka ulazi u razdoblje lišća od oko šest tjedana tijekom kojeg vremena biljka apsorbira hranjive tvari iz tla i energiju od sunca za postavljanje cvijeća za sljedeću godinu. Lukovice iskopane prije završetka razdoblja lišća neće cvjetati sljedeće godine, ali bi trebale normalno cvjetati u sljedećim godinama.

## Biljke koje stvaraju lukovice
Biljke koje tvore podzemne skladišne organe, uključujući lukovice, kao i gomolje i izdanke, nazivaju se geofiti. Neke epifitske orhideje (obitelj Orchidaceae) tvore nadzemne skladišne organe zvane pseudolukovice, koje površno nalikuju lukovicama.
Gotovo sve biljke koje tvore prave lukovice su jednosupnice, a uključuju:
- Zvanika (Amaryllis), Krinum (Crinum), Viteška zvijezda (Hippeastrum), Sunovrat (Narcis) i nekoliko drugih članova obitelji amaryllis Zvanikovke (Amaryllidaceae). To uključuje luk, češnjak i druge lukove, članove potporodice Amaryllid Allioideae.
- Ljiljan, tulipan i mnogi drugi članovi obitelji ljiljana Ljiljanovke (Liliaceae).
- Dvije skupine vrsta perunika, obitelj perunikoviki (Iridaceae): podrod Xiphium ("nizozemske" perunike) i podrod Hermodactyloides (minijaturne perunike iz "kamenih vrtova").

Cecelj (Oxalis), iz obitelji Ceceljevki (Oxalidaceae), jedini je rod dvosupnica koji daje prave lukovice.

## Mala lukovica
Male lukovice mogu razviti ili razmnožiti veliku lukovicu. Ako se formira jedna ili više lukovica srednje veličine koje zamjenjuju izvornu lukovicu, nazivaju se lukovice za obnavljanje. Lukovice za povećavanje su male lukovice koje se razvijaju ili na svakom od listova unutar lukovice ili na krajevima malih podzemnih stabljika povezanih s izvornom lukovicom.
Neki ljiljani, kao što je tigrasti ljiljan Lilium lancifolium, formiraju male lukovice u pazušcima listova. Nekoliko članova obitelji luka, Alliaceae, uključujući Allium sativum (češnjak), oblikuje lukovice u svojim cvjetnim glavicama, ponekad kad cvjetovi venu, ili čak umjesto cvjetova. Takozvani stablasti luk (Allium × proliferum) formira male lukove koji su dovoljno veliki za kiseljenje.
Neke paprati, poput Asplenium bulbiferum, proizvode nove biljke na vrhovima pera lišća koje se ponekad nazivaju lukovicama.

## Galerija
- Lukovice se stvaraju u pazušcima listovaLilium lancifolium
- Nicanje lukovica divljeg češnjaka (Allium vineale).
- Allium × proliferum umjesto cvjetova formira grozdove malih lukovica

## Vanjske poveznice
|  | Zajednički poslužitelj ima još gradiva o temi Lukovica (biljke) |